# Вісім баскських прізвищ
Вісім баскських прізвищ (ісп. Ocho apellidos vascos) — іспанський фільм 2014 року режисера Еміліо Мартінеса-Ласаро. Прем'єра в Іспанії відбулась 14 березня 2014 року. Фільм зібрав в прокаті 77 млн доларів США, що стало рекордом для іспанських фільмів.

## Сюжет
Рафа ніколи не покидав рідну Севілью поки не зустрів баську дівчину Амайю, яка недавно розійшлась зі своїм нареченим. Вона проводить ніч в його будинку, а зранку залишає, не сказавши ні слова і забувши свою сумочку. Рафа їде за нею в Країну Басків, де за збігом обставин йому приходиться грати роль колишнього нареченого Амайі і уродженця Країни Басків.

## У ролях
- Дані Ровіра — Рафа
- Клара Лаго — Амайя
- Карра Елехальде — Кольдо
- Кармен Мачі — Мерче
- Альберто Лопес — Хоакин
- Абель Мора — Педро
- Ландер Отаола — Борокка
- Айтор Масо
- Los del Río — в ролі себе

## Нагороди
| Нагорода | Категорія                            | Номінант                                 | Результат |
| -------- | ------------------------------------ | ---------------------------------------- | --------- |
| «Гойя»   | Найкраща чоловіча роль другого плану | Карра Елехальде                          | Перемога  |
| «Гойя»   | Найкраща жіноча роль другого плану   | Кармен Мачі                              | Перемога  |
| «Гойя»   | Найкращий чоловічий акторський дебют | Дані Ровіра                              | Перемога  |
| «Гойя»   | Найкраща операторська робота         | Кало Берріді                             | Номінація |
| «Гойя»   | Найкраща пісня                       | "No te marches jamás" Фернандо Веласкеса | Номінація |

## Сиквел
В листопаді 2015 року вийшов сиквел під назвою «Вісім каталонських прізвищ». До оригінального складу приєдналися Берто Ромеро і Роса Марія Сарда.